# Coppa dei Campioni 1983-1984 (hockey su pista)
La Coppa dei Campioni 1983-1984 è stata la 19ª edizione della massima competizione europea di hockey su pista riservata alle squadre di club. Il torneo ha avuto inizio il 7 aprile e si è concluso il 14 luglio 1984.
Il titolo è stato conquistato dal Barcellona per la nona volta nella sua storia, la settima consecutiva.

## Squadre partecipanti
| Nazione        | Club             | Città         | Qualificazione                                                  |
| -------------- | ---------------- | ------------- | --------------------------------------------------------------- |
| Belgio         | Royal Sunday     | Bruxelles     |                                                                 |
| Francia        | Coutras          | Coutras       | 1º in 1ere Division 1983, campione di Francia                   |
| Germania Ovest | Ober-Ramstadt    | Ober-Ramstadt | 1º in 1 Bundesliga 1983, campione di Germania Ovest             |
| Inghilterra    | Southsea         | Portsmouth    | 1º in Roller Hockey Premier League 1983, campione d'Inghilterra |
| Italia         | Amatori Vercelli | Vercelli      | 1º in Serie A 1982-1983, campione d'Italia                      |
| Paesi Bassi    | Lichtstad        | Eindhoven     | 1º in 1ª Klasse 1983, campione dei Paesi Bassi                  |
| Portogallo     | Porto            | Porto         | 1º in 1ª Divisão 1982-1983, campione del Portogallo             |
| Spagna         | Barcellona       | Barcellona    | Campione d'Europa in carica                                     |
| Spagna         | Liceo La Coruña  | La Coruña     | 1º in División de Honor 1982-1983, campione di Spagna           |
| Svizzera       | Montreux         | Montreux      | 1º in Lega Nazionale A 1983, campione di Svizzera               |

## Risultati

### Primo turno
| Squadra 1     | Totale | Squadra 2        | Andata | Ritorno |
| ------------- | ------ | ---------------- | ------ | ------- |
| Ober-Ramstadt | 8 - 16 | Amatori Vercelli | 4 - 9  | 4 - 7   |
| Porto         | 25 - 5 | Royal Sunday     | 15 - 3 | 10 - 2  |

### Quarti di finale
| Squadra 1        | Totale  | Squadra 2  | Andata | Ritorno |
| ---------------- | ------- | ---------- | ------ | ------- |
| Amatori Vercelli | 10 - 16 | Porto      | 6 - 3  | 4 - 13  |
| Liceo La Coruña  | 16 - 7  | Lichtstad  | 10 - 3 | 6 - 4   |
| Montreux         | 11 - 27 | Barcellona | 6 - 11 | 5 - 16  |
| Southsea         | 9 - 8   | Coutras    | 6 - 6  | 3 - 2   |

### Semifinali
| Squadra 1 | Totale | Squadra 2       | Andata | Ritorno |
| --------- | ------ | --------------- | ------ | ------- |
| Porto     | 9 - 12 | Barcellona      | 8 - 3  | 1 - 9   |
| Southsea  | 5 - 18 | Liceo La Coruña | 3 - 5  | 2 - 13  |

### Finale
| Squadra 1  | Totale | Squadra 2       | Andata | Ritorno |
| ---------- | ------ | --------------- | ------ | ------- |
| Barcellona | 8 - 5  | Liceo La Coruña | 6 - 2  | 2 - 3   |

#### Andata
| Barcellona 30 giugno 1984 | Barcellona | 6 – 2 | Liceo La Coruña | Palau Blaugrana |

#### Ritorno
| La Coruña 14 luglio 1984 | Liceo La Coruña | 3 – 2 | Barcellona | Pazo dos Deportes de Riazor |